# Nina Ziuskova
Nina Ziuskova   (Kaltxik, 3 de maig de 1952) és una atleta ucraïnesa, especialista en els 400 metres, que va competir sota bandera soviètica durant les dècades de 1970 i 1980.
El 1980 va prendre part en els Jocs Olímpics d'Estiu de Moscou on va disputar dues proves del programa d'atletisme. Fent equip amb Tatyana Prorochenko, Tatyana Goistchik i Irina Nazarova va guanyar la medalla d'or en la prova del 4x400 metres, mentre en els 400 metres fou cinquena.
En el seu palmarès també destaca una medalla de plata a la Copa del Món d'atletisme de 1979 i quatre campionats nacionals, dos en els 4x400 metres (1978 i 1979) i dos en els 4x200 metres (1979 i 1980).

## Millors marques
- 400 metres. 50.17" (1980)[1][3]